# Dictyopsella
Dictyopsella es un género de foraminífero bentónico de la familia Dictyopsellidae, de la superfamilia Ataxophragmioidea, del suborden Ataxophragmiina y del orden Loftusiida. Su especie tipo es Dictyopsella kiliani. Su rango cronoestratigráfico abarca desde el Cenomaniense hasta el Maastrichtiense (Cretácico superior).

## Discusión
Clasificaciones previas incluían Dictyopsella en el suborden Textulariina del orden Textulariida o en el orden Lituolida.

## Paleoecología
Dictyopsella incluía especies con un modo de vida bentónico infaunal, de distribución latitudinal tropical-subtropical (Tetis), y habitantes de medio sublitoral interno.

## Clasificación
Dictyopsella incluye a las siguientes especies:
- Dictyopsella chalmasi
- Dictyopsella charentensis
- Dictyopsella cuvillieri
- Dictyopsella fragilis
- Dictyopsella hofkeri
- Dictyopsella kiliani
- Dictyopsella libanica
- Dictyopsella tenuissima